# ニコラス・マルティンス
ニコラス・マルティンス（Nicolas Martins、1999年1月18日 - ）は、トップ14モンペリエ・エロー・ラグビーに所属するラグビーユニオン選手。

## プロフィール
- フランストゥールーズ出身[1]。
- ポジションはフランカー(FL)。
- 身長 196cm、体重 100kg
- ポルトガル代表キャップは12（2024年12月現在）でラグビーワールドカップ2023のポルトガル代表に選ばれた[2]。

## 略歴
ソヨー・アングレームを経て、2024年、モンペリエ・エロー・ラグビーに加入。